# Цифровий комікс
Цифровий комікс, електронний комікс, еКомікс (англ. digital comics; англ. electronic comics; англ. eComics; англ. e-comics; англ. ecomics) — комікс, що вийшов у цифровому вигляді, а не в друкованому. Вебкомікс також може підпадати під визначення «цифрового коміксу».

## Тло
Зі зростанням використання смартфонів, планшетів і читання з екрана настільних комп’ютерів видавництва почали випуск коміксів, графічних романів та манґи в цифрових форматах. Зниження продажів і порушення авторських прав привели до того, що деякі видавці знайшли нові способи публікувати свої комікси, тоді як інші просто адаптуються до цифрової епохи, але все ще мають великий успіх у друкованому форматі коміксів. Наразі спроби американських видавців створити цифрові видавничі платформи для місцевих коміксів і манги були успішнішими, ніж спроби видавництва цифрової манги в Японії, яким бракувало послідовної стратегії для створення успішних цифрових платформ для публікації, а також міркування про прибуток від впливу незаконного сканлейту. Деякі спроби в Японії були зроблені, але зазнали невдачі, наприклад, ДжейМанґа; в той час, як інші об'єдналися з великими світовими дистриб'юторами, як у випадку цифрового видавництва Square Enix, яке приєдналося до Hachette Book Group для розповсюдження в більш ніж 200 країнах. Деякі відомі західні платформи, такі як Graphicly, закрилися через те, що творці були найняті самвидавською платформою Blurb.
Деякі комікси спочатку доступні як «Digital First». Такі пропозиції зазвичай містять лише приблизно половину чи третину вмісту друкованого номера журналу, хоча ці «розділи» мають відповідно нижчі ціни, ніж повні випуски коміксу. Багато коміксів «digital first» представлені горизонтально, з половиною традиційного портретного макета сторінки, для зручності перегляду на моніторах комп’ютерів (які зазвичай довші за довжиною, ніж за висотою).